# Пульсоксиметрия
Пульсоксиметри́я (оксигемометрия, гемоксиметрия) — неинвазивный метод определения степени насыщения крови кислородом. В основе метода лежит спектрофотометрический способ определения насыщения крови кислородом. Проводится с помощью пульсоксиметра.

## Показания для пульсоксиметрии
- Дыхательная недостаточность или явное подозрение на неё.
- Контроль состояния пациента:
  - во время наркоза и в послеоперационном периоде;
  - во время кислородной терапии;
  - в период болезни COVID-19;
  - в ходе лечения тяжёлых пациентов;
  - диагностика некоторых нарушений сна, например синдрома обструктивного апноэ.

## Нормы показаний
- 97—100 % у здоровых испытуемых;
- значения ниже этого уровня указывают на дыхательную недостаточность или ограниченное нарушение кровообращения